# Chrysoparadoxales
Ordre
Les Chrysoparadoxales sont un ordre d'algues unicellulaires de la classe des Chrysoparadoxophyceae.

## Liste des familles
Selon AlgaeBase (29 janvier 2022) :
- Chrysoparadoxaceae Wetherbee, 2018